# なぜ何もないのではなく、何かがあるのか
「なぜ何もないのではなく、何かがあるのか？」（なぜなにもないのではなく、なにかがあるのか、英: Why is there something rather than nothing?）は、哲学の一分野である形而上学の領域で議論される有名な問題の一つ。神学や宗教哲学、また宇宙論の領域などでも議論される。なぜ「無」ではなく、「何かが存在する」のか、その理由、根拠を問う問題。別の形として、
- 「なぜ宇宙(または世界)があるのか？（Why is there a universe(world)?）」
- 「なぜ無ではないのか？（Why not nothing?）」
- 「なぜそもそも何かが存在するのか？(Why there is anything at all?)」

などと問われる場合もある。
物事の根拠を「なぜ」と繰り返し問い続けることでやがて現れる問いであることから「究極のなぜの問い（The Ultimate Why Question）」、またはより簡潔に「究極の問い」とも呼ばれる。解答することが著しく困難であることから「存在の謎」（The riddle of existence）とも言われる。存在に関する問いであることから「存在への問い（The question of being）」とも言う。哲学者たちはこの問いを、あらゆる問いの中でもっとも根源的な問い・第一の問いであるとしばしば言う。同時に混乱を呼ぶ悪名高き問い、解答不可能な奇問、愚かな問い、問うてはいけない問い、また問うことが危険な問いである、などとも言われる。
存在論のテーマは突き詰めると「何が在るのか」と「なぜ在るのか」の二つの問いに収束していくとも言われるが、この問いは後者の「なぜ在るのか」にあたる問いである。”何が”在るのかに関しては、現代の科学である程度答えを出すことができる。
よって”全ての（発生する）命題の起源は、総じてこの謎に帰結する”とも言われる。

## 概要
この問いの前提である「何かがある」ことを否定することで問いから逃れることはおよそ困難である。たとえば実在するものはすべて意識的なものだけであるとする観念論的な立場や、または世界は私の見ている夢のようなものであるとする独我論的な立場などを取ってみても、その意識や夢にあたる「何か」があることは依然として認めざるを得ない。映画「マトリックス」のように自分は水槽の中の脳である、とか、またこの世界の全ては未来のスーパーコンピュータの中で行われているシミュレーション結果に過ぎないというシミュレーション仮説のような極端な考え方をしてみても、そこには水槽や脳や何らかの計算機が在る。仮にそうしたものの存在をすべて否定してみたとしても、ある種のシミュレーション結果だけはどうしても残る。
こうして「何があるのか」「どのようにあるのか」という点については色々な答え方が可能であるが、「まったく何もない」と主張してこの問いを却下する行為は矛盾を来すため不可能である。
次に、物理学の領域ではビッグバンにより宇宙が始まったという説明がなされることがあるが、こうした説明もまた答えとはならない。なぜなら問いの形が「なぜ何もなかったのでなく、ビッグバンがあったのか」に置き換わるだけだからである。ビッグバンが真空の量子揺らぎから発生したといった説明もまた同様である。「なぜ何もなかったのではなく、量子力学の法則にしたがって揺らぐような真空があったのか」、もしくは「なぜ量子力学の法則などという自然法則があったのか」こうした形に問いが置き換わるだけである。同じように何か超越的な存在、たとえば神様を持ち出し、それが世界を作った、と説明しても話は同じである。「なぜ何もなかったのではなく、神様がいたのか」、こう問いが置き換わる。こうした例を見てわかるように、この問いは存在の根拠についてより基盤的なレベルの原理でそれを説明してみても、または因果連鎖を過去に遡ることによって答えようとしてみても、もっと基盤的な何かへ、もっと基盤的な何かへ、またはもっと過去へ、もっと過去へ、無限後退が生じるだけで、そこから答えは得られることはないだろうと考えられている。
時間の始まりの問題を避けるために永続する宇宙、永遠の時間を想定してみても、解決は得られない。「なぜ何もないのではなく、永遠に続く宇宙があるのか」、こうした形に問いが置き換わるだけで終わる。
この問いは歴史学や考古学のように過去の歴史や経緯を問う問題ではなく、あくまで「なぜ何かがあるのか」を問う問題である。またしばしば同時に扱われる関連した問い「なぜ世界はこのようになっているのか」「なぜこの物理法則で世界が動いているのか」というこの世界のあり方の根拠を問う問題とも区別される。後者の問いは”宇宙の微調整問題”と関連する。

## 歴史

### ライプニッツによる定式化

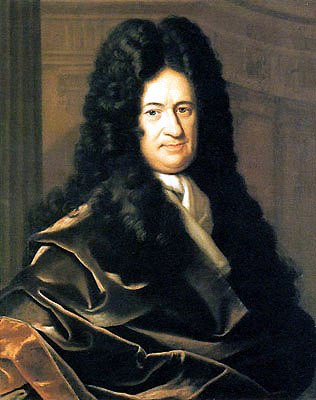
ゴットフリート・ライプニッツ（1646年 - 1716年）

この問題を現在 議論されている形で初めて明確に定式化したのは、17世紀のドイツの哲学者ゴットフリート・ライプニッツ（1646年 - 1716年）である。ライプニッツは1697年の著作「事物の根本的起原」および1714年の著作「理性に基づく自然と恩寵の原理」で、存在の根拠を探る問題としてこの問いを定式化した。

#### ライプニッツによる神学的解答
ライプニッツはここで二つの問いを立てている。ひとつが「なぜ世界が存在するのか」という問いで、もうひとつが「なぜ世界はこうなっているのか」という問いである。前者に対し「あらゆることに原因がある（充足理由律）。よって世界が存在することにも原因がある。それは普通の物事ではありえない。よって原因としての神が存在する」という神の宇宙論的証明と呼ばれる形の議論を行う。しかしこれだけであると「神様の原因は何か」という無限後退に陥るため、これに加えて神の存在論的証明と呼ばれる「神の定義」から「神の実在」を導くという形の論証を行う。これは次のような論証である。まず前提として「神はあらゆる側面について最上級の性質を持つ」ということ、つまり神は完璧である、ということを置く。そしてそこから次のように推論する。
- 神の能力について考えると、神は能力に関して、前提より最上級の性質を持つ。ある程度の能力があるというレベルの話ではなく、何でもできる、つまり全能（Omnipotent）である。
- 次に神の知識について考えると、神は知識に関して、前提より最上級の性質を持つ。ある程度の知識があるというレベルの話ではなく、何でも知っている、つまり全知（Omniscience）である。
- 次に神の道徳性について考えると、神は道徳性に関して、前提より最上級の性質を持つ。それなりに良い人だ、というレベルの話ではなく、この上なき善、つまり完全なる善（Omnibenevolent）である。
- 次に神の存在について考える。神は存在に関して、前提より最上級の性質を持つ。たまたま偶然に存在しているというレベルの話ではなく、何があっても必ず存在する、つまり神は必然的存在者（Necessary existence）である。

こうして神は必然的に存在するとした。そしてその神様が世界を作ったとすることで「なぜ世界が存在するのか」という問いへの解答とした。そして後者の問い「なぜ世界はこうなっているのか」という問いには、同じく充足理由律を元に「あらゆる可能性の中からこの世界が選ばれたことには理由があるはずである」として「神があらゆる可能世界の中から最も良い世界を選んでこの世界を現実化した」という最善説を解答とした。これらの解答の中で出てきたアイデアのうち、ライプニッツのオリジナルに当たるアイデアは最善説のみである。
ライプニッツの解答は神学的なものとなっている。現代の常識から考えれば、哲学的問題に解答するのに学者がこのように明け透けに神の概念を持ち出して答えることは考えられない。しかしライプニッツが生きていた時代はそうではなかった。たとえばライプニッツの同時代人で、ライプニッツと微分法の第一発見者の立場を巡って争ったニュートンも、1687年に出版した『自然哲学の数学的諸原理』という書を、神が作成した宇宙の仕組みを理解しその偉業を称えるため、といったある種の宗教的な側面を持って執筆していた（この書の内容は現在はニュートン力学と呼ばれ、物理学の課程で教えられるものとなっている）。ライプニッツが行ったような神学的な議論を行うことへの批判は、後にカントにより強く主張される。カントの批判は以降の哲学の歴史に大きい影響を与え、以降ライプニッツが行ったような形の議論は哲学の中から消えていく（神学の中で生き残る）。このカントによる批判についての解説は次の節に譲り、ここではライプニッツ自身が自分の解答に関して一番悩んだ問題点、「悪の問題」について解説する。

#### 悪の問題
この解答が持つ問題点として、ライプニッツ自身が一番深く悩んだのは「悪の問題（Problem of evil）」というものである。次のような問題である。
- 全知全能で完全に善なる神様が、最良のものとして、「無からの創造」でこの世界を作ったのなら、なぜこの世界には痛みや苦しみ（つまりは「悪いこと」）があるのだろうか？

これはライプニッツが想定していた神が、西洋における一神教的な神、つまり「全知全能で完全に善なる神」であることから来る問題である。すなわち論理的には次のような可能性が議論される。
- もし痛みや苦しみがない世界を「作れなかった」、または痛みや苦しみのある現在の世界を「修正できない」のであれば、神は全能ではない。
- または世界を作る際にやがて痛みや苦しみが生まれると「予想できなかった」、もしくは痛みや苦しみのある現状を「知らない」、というのであれば神は全知ではない。
- または痛みや苦しみがあることを知りつつ、かつそれを修復できるにも拘らず「放置している」のであれば、神は道徳的に完全に善なる存在ではない。

もし上の可能性のどれか一つでもが成り立つならば、「全知全能で完全に善なる神」は存在しない。そうなるとライプニッツが神の存在論的証明の部分で用いた核となる前提、神があらゆる側面について最上級の性質を持つという前提は成り立たなくなる。つまりライプニッツの神の存在証明は破綻する。ライプニッツはこの問題に生涯難渋した。ライプニッツ自身が与えた悪の問題への解答は、次のようなものである。神による世界の評価の基準は、人間と似たものであるとは限らず、こんな世界であっても、神の観点からすればやはり最良の世界なのであろう、というもの。また、悪いことは、神が善いことを決定したあとに、受動的にくっ付いてきた程度のものであり、まず悪いことが望まれたわけではない、ゆえにこれは道徳的に受容可能なものである、といったものである。ここでいう「善いこと」とは人間への自由意志の付与である。悪の問題はユダヤ・キリスト教圏において紀元前から議論されている問題だが、現在も宗教哲学や神学の領域で議論が続いている。

### カントによる批判 理性で扱える問題ではない

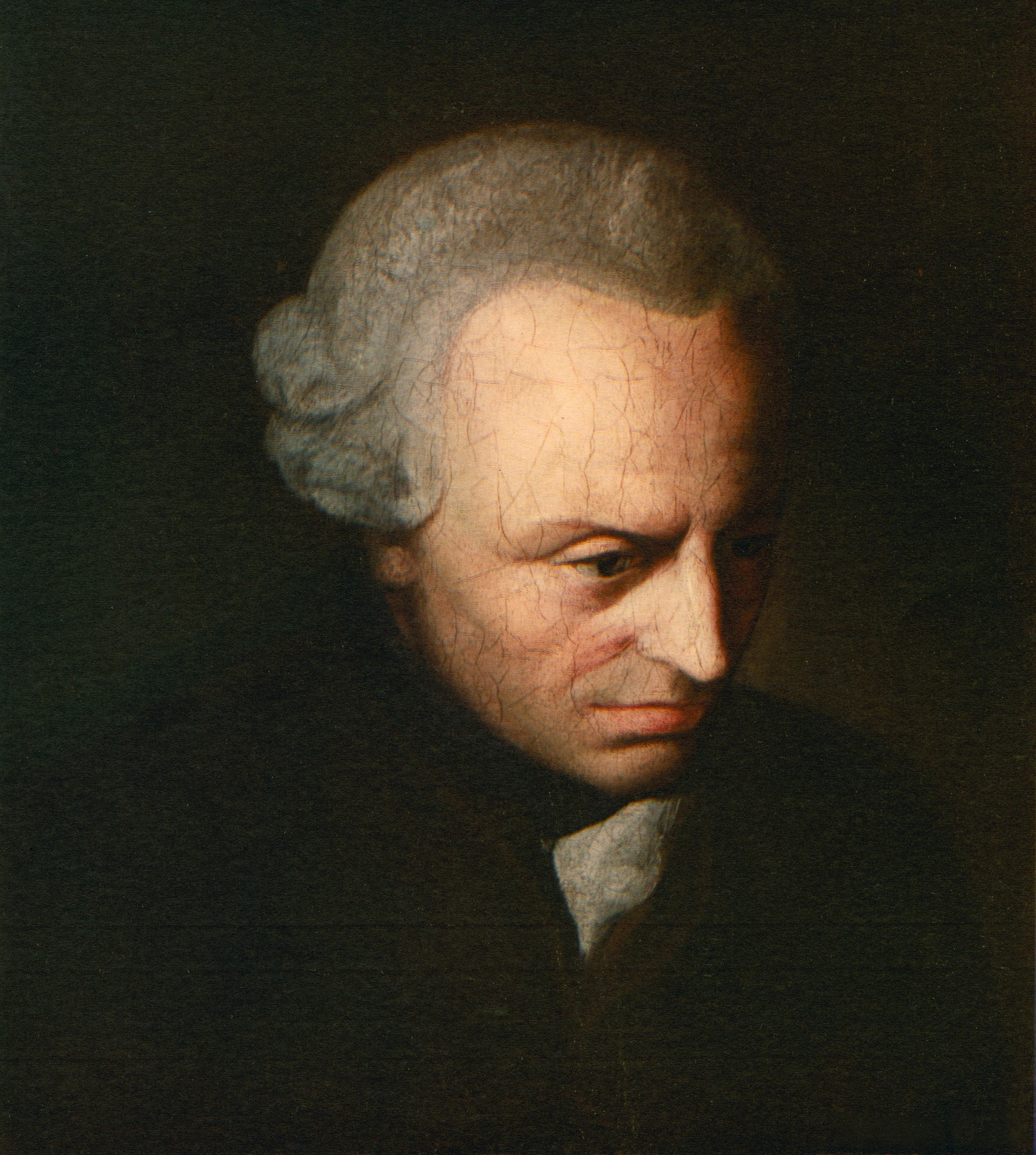
イマヌエル・カント（1724年 - 1804年）。理性の構造を分析し、その上で、時間に始まりがあるか、宇宙に果てがあるか、といった問題は、人間の理性で扱うことができない問題である、とした。

ライプニッツの解答に対する批判として、また後の哲学の歴史へも強い影響を与えることとなった議論として、ドイツの哲学者イマヌエル・カント（1724年 - 1804年）による形而上学批判がある。1781年に出版した『純粋理性批判』の中で、カントは人間の持つ理性がどのようなものであるかを、分析した。そしてその分析を通じて、人間の理性は、どんな問題でも扱える万能の装置ではなく、扱える問題について一定の制約・限界を持ったものであることを論じた。そして人間の理性によって扱えないような問題の例として、カントは純粋理性のアンチノミーという四つの命題の組を例示し、ライプニッツが行ったような形而上学的、神学的な議論は、原理的に答えを出せない問題であり、哲学者が真剣に議論すべきものではない、と斥けた。
カントは純粋理性批判の中で、次の四つのアンチノミーを例示した。
1. 世界は時間的、空間的に有限である／世界は無限である
2. 世界はすべて単純な要素から構成されている／世界に単純な構成要素はない
3. 世界のなかには自由が働く余地がある／世界に自由はなくすべてが必然である
4. 世界の原因の系列をたどると絶対的な必然者に至る／系列のすべては偶然の産物で、世界に絶対的必然者は存在しない

アンチノミー（二律背反）とは、ある命題（テーゼ、定立）と、その否定命題（アンチテーゼ、反定立）が、同時に成立してしまうような場合を言う。つまり「Aである」と「Aでない」が、同時に成り立つような場合を言う。この四つの命題の組は、そのどちらを正しいとしても矛盾が生じるものであり、このどちらかが正しいという事を、理性によって結論付けることは不可能、つまり議論しても仕方のない問題だ、とカントは論じた。それぞれについて簡単に内容を説明しておくと、第一のものは時間に始まりはあるか、空間に果てはあるか、という問題、第二のものは原子や素粒子といったこれ以上分割できない最小の構成要素があるかどうかの問題、第三のものは自由意志と決定論の問題、そして第四のものは世界の第一原因と神の存在の問題である。
カントによる形而上学批判は、以降の西洋の哲学に大きい影響を与え、神の存在証明や宇宙の始まりなどの形而上学的な問題は、哲学の中心的なテーマとして議論される傾向は抑制されていった。

### ショーペンハウアーによる「なぜ」の分析 世界に対して「なぜ」とは問えない

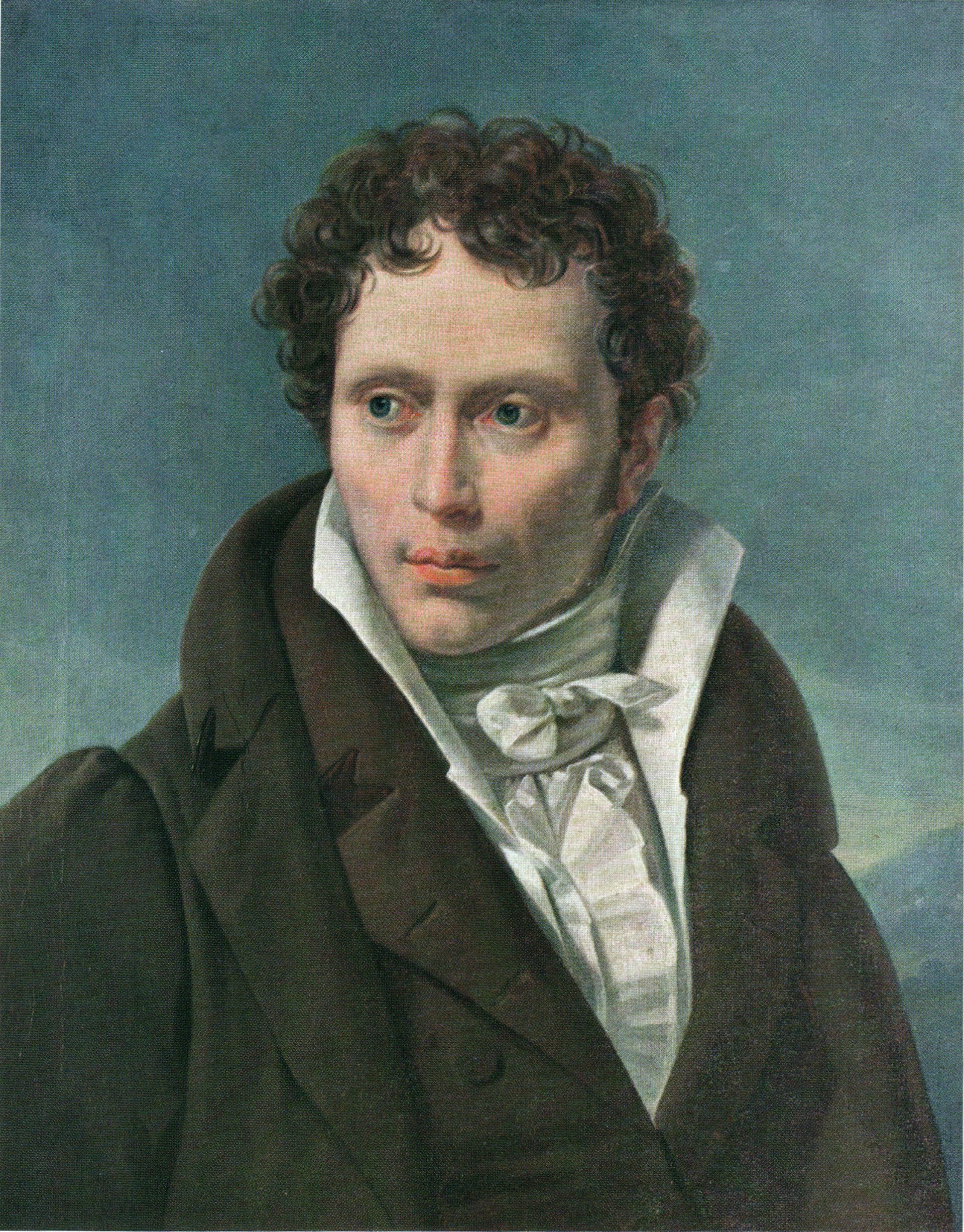
アルトゥル・ショーペンハウアー（1788年 - 1860年）。問いを直接分析するのではなく、「なぜ」とは何なのか、を分析した。その上で世界に対して、その存在根拠を「なぜ」という形で問うことは、「なぜ」という言葉の適用可能範囲を越えた誤った行為だとし、本稿の問題を棄却した。

19世紀のドイツの哲学者アルトゥル・ショーペンハウアー（1788年 - 1860年）は、私達が問いを発する時に使用する「なぜ」について分析した。ショーペンハウアーは学位論文『充足根拠律の四方向に分岐した根について』において、「なぜ」という形で問いが発せられる時、そこで期待されている解答には四種類のものがあると分析した。これを根拠律（充足理由律）には四種のものがある、として表現した。その上で「なぜ」という問いを可能な範囲を超えて問うことは誤りだ、と論じた。
つまり「どんなものにもそれが存在していることの理由がある」という原理（根拠律）を「世界全体」に対して適用することはできない、という事をショーペンハウアーは言った。

### ベルクソンによる議論 「無い」は無い
20世紀、この問いを哲学の主題として呼び戻すことに一定の貢献をしたのが、フランスの哲学者アンリ・ベルクソン(1859年 - 1941年)である。以下、ベルクソンが1907年に発表した著作『創造的進化』から。

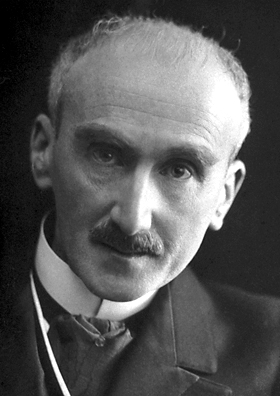
アンリ・ベルクソン(1859年 - 1941年)。過去を記憶し、未来を予想する生物が、発見できるだろうという期待を裏切られたときに「無い」と考える。しかし実際にあるのは、在る、在る、在るの連続のみで、「無い」は無いと論じた。

ベルクソンはこう問うた後、存在と無の概念に関わる、広く見られる捉え方について述べ、それを錯覚であるとした上で、この問いをニセの問題と位置づけた。ベルクソンが錯覚と言ったのは、無が、有より、より基本的で単純なものだ、という考え方である。多くの人は、まず無があり、そこに何らかの存在物が付加され、そして有となる、といった考え方をする。つまり「無 + 何か → 存在」といった考え方をする。しかし無に対するこうした考え方は間違っている、とベルクソンは言う。無の観念が得られる過程は、実際には、まず頭の中で何らかの存在物が思い描かれ、そしてそれに対して否定、すなわち消し去るという作業が行われ、そしてそれによって無の観念が得られる、とする。つまり無の観念は「存在 + 否定 → 無」という形で得られているものであり、無は存在よりもより複雑な複合的な概念だとした。すなわち無は「非-存在」とでも表現されるべきものであり、より基礎的で単純なのは存在の観念の方であるとした。
ベルクソンは多くの人がこうした考え方、すなわち「存在を無の征服」として捉える考え方をするようになる原因を、人間の生態学的なあり方に求めた。
ちなみにここでベルクソンが取っている、人間の認知のあり方を、その生態的地位や置かれている環境との相互作用から理解していこうとするアプローチは、身体化された認知（en:Embodied cognition）、状況的認知（en:Situated cognition）、また進化論的認識論（Evolutionary epistemology）などと呼ばれる。
そしてベルクソンは、何かが存在するということは、論理学における同一律（どんなものもそれ自身と等しい、3=3, -15=-15 などを一般化した規則）「A=A」などと同じく、他の何ものにも依存せず、ただそれ自身によって成り立っていると言ってよいような自明なことだろうとし、存在することは、それに対する何らかの理由づけや根拠を提示する必要のない事である、とした。むしろベルクソンが問題としたのは、もう一つの方の問い、つまりライプニッツがセットで提出した二つの問い「なぜ無ではなくて有か」と「なぜ様々な有のなかでこの有か」のうちの後者の問い、すなわち「なぜ世界はこのようになっているのか」という形の問いの方を真性の問題として捉えた。

### ハイデッガーの呼びかけ 存在の問題こそ最も重要である
この問題を有名にすることに大きく寄与したのは20世紀のドイツの哲学者マルティン・ハイデッガー（1889年 - 1976年）である。ハイデッガーはこの問いを、哲学における最も根源的な問い・第一の問いであるとして、その重要性に着目し探求を行った。以下、1953年に出版されたハイデッガーの講義録「形而上学入門」の第一章の冒頭文である。

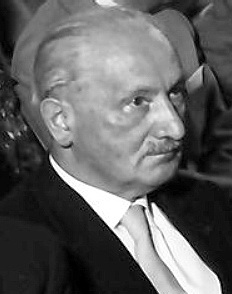
マルティン・ハイデッガー（1889年 - 1976年）。ハイデッガーは西洋の哲学が、存在の問題を忘れ去った「存在忘却（Seinsvergessenheit）」の状態に陥っていると批判した。そして存在の問題の重要性を強調した。

ハイデッガーはこの問いと全生涯をかけて関わったが、いかなる解答も提案しなかった。そもそもどのようにしたら答えることができるのかを示すための努力を行うこともなかった。これはハイデッガーがこの問いを「意味の問い」として捉えていたことによる。つまりハイデッガーは「なぜ存在しているか」という問いについて、その根拠となる事実を実証主義的、客観主義的に答えようとするものではなく、その意味、つまり「存在の意味」を答えるべき問いと捉えていたためである。このことはハイデッガー的に言えば、この問いは「存在的」に答えられるべきものではなく「存在論的」に答えられるべきもの、ということになる。この両者の差をハイデッガーは存在論的差異と呼んでいた。そして彼は後期思想において、この問いへの普通の意味での解答は不可能であるけれども、この根本的な謎と向き合うことが大切とした。そしてそうした態度はもはや命題的にあらわされる何かではなく、むしろ詩に近いものとして表されるものであり、初期ギリシャの哲学者の断片にその理想を求められるとした。

### ウィトゲンシュタインによる批判 語りえない
オーストリア出身の哲学者ルートヴィヒ・ウィトゲンシュタイン(1889年 - 1951年)は1921年に出版された著作『論理哲学論考』の中で次のように記している。

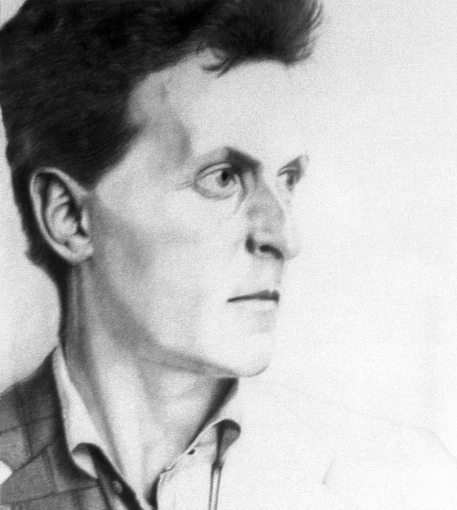
ルートヴィヒ・ウィトゲンシュタイン(1889年 - 1951年)。世界が存在することを驚き、謎、奇跡、などと表現した。しかし同時に、こうした問題について問うこと・語ることは言語の限界を超えたことであり、できない、とした。

ウィトゲンシュタインにとって世界とは「起きていることのすべて」、「事実の総体」を指す。つまり「どういった事実が成立しているのか」ではなく「なぜそもそも何らかの事実が成立しているのか」ということを彼は、謎である、とした。しかしこの問題について言語による説明が何か可能であるのかについては、ウィトゲンシュタインはこれを「語りえないもの」のひとつと見ていた。1929年にウィトゲンシュタインは次のように語っている。
ヴィトゲンシュタインの考え方は、検証原理(verification principle)という形を取って、以降の哲学の流れに大きい影響を及ぼす。検証原理とは、問いが真性のものであるためには、解答がなければならないし、また提出された解答が正しいかどうかをチェックすることができる（つまり検証できる）という事が必要である、という考えである。そして解答が出せない問題や、出された解答の真偽が検証ができない問題というのは、擬似問題であり、関わりあうべき問題ではない、という態度を含意する。こうした考え方は、論理実証主義、そして分析哲学という形で、以降、大きい流れとなって、西洋哲学に大きい影響を与える。これにより形而上学は厳しい批判にさらされる。当記事のような形而上学の典型とも言えるような問題は、それについて議論すること自体が強い批判にさらされることとなる。

### ノージックによる試み 答えられないだろうが、挑戦する
アメリカの哲学者ロバート・ノージック(1938年 - 2002年)は、この問題を再び哲学の中に呼び込むきっかけを作る。1981年の論文「なぜ何もないのではなく、ものがあるのか?」という大部の論文（英語で50ページ弱、邦訳二段組で80ページ強）で、この問題は解けないように思うが、無視できる問題でもないとして、ありうる解答の可能性について網羅的に模索を行った。この論文は次の一文で始まる。
そして論文の内容を以下のように概説する。
こうして自身は分析対象とする解答例のどれ一つとして支持しないと明言した上で様々な解答の可能性を詳細に分析する。そして最後に、満足な解答例は一つもなかった、として論文を閉じた。だがそれでもこうした探索には哲学的な意味はあったとした。論文の末尾で自身が行った哲学的分析の意義について次のように書いている。
論理実証主義や分析哲学の台頭で不活発となっていた存在についての形而上学的な問いは、ノージックの論文以降、再び議論が活性化し始める。現代における哲学上の議論は、分析的形而上学（Analytic Metaphysics）と言われるスタイルを持ち、分析哲学の方法論と道具立てをふんだんに取り入れた形で営まれている。

## 背景
本稿の問いに関する議論では、さまざまな宗教的伝統や哲学的伝統、また現代における科学的な宇宙論、こうした知識がある程度前提にされた状態で、そのことが特に明示されることなく話が展開する。そのため日本語圏で育ってきた人が欧米の研究者などが書いている文献などを読んでいると、しばしばいったいなぜこういう形で議論が展開していくのかという点が分からなくなることがある。そこでここでは、本稿の問いが中心的に問われてきた西洋文化、そしてそこから幾分違ったものとして、日本語圏に強い影響を与えている東洋における哲学的・宗教的背景について、簡単に説明を行う。
現代の西洋では、ユダヤ・キリスト教という宗教、ギリシャ哲学に起源を持つ哲学、そして現代的な科学の視点、大きくこの三つの観点の間での議論が主流である。キリスト教の立場からは世界は神による創造物である。科学者は一般にこの問いの答えが分かっていないことを正直に認めるが、神学的解答を行うことには批判的である。哲学的な観点においても神学的解答は議論の型として以上の参照は基本的に行われない。哲学における議論の内容はより複雑であり、たとえば「無」や「存在」といった問いを構成している概念の分析を通じて、問いの形式そのものを分析する、といった形の議論が行われる。以上、宗教と科学と哲学、この三つが、現代の西洋における本稿の問いに関する議論環境の主要な三つの流れを構成している。
ユダヤ・キリスト教の系統に属する神話が、世界の始まりを「神による無からの創造」として、意図を持った存在（神）が「人為的」に世界を無から「作った」という形で語るのに対し、東洋（たとえば日本）にある神話においては、世界の始まりを「自然に成った」もの、または「勝手に生まれた」ものとして描いているものが少なくない。このことは西洋の神話が「造る型の神話」であるのに対し、東洋の神話が「生む型の神話」、「成る型の神話」としての要素を持つものとして対比されることがある。またユダヤ・キリスト教の系統に属する神話が「無」から「有」が作られるという「無からの創造」（creatio ex nihilo）の形を持つのに対し、世界中の多くの神話、たとえばギリシャ神話や、また古代インドに見られる世界生成に関する哲学的思索、日本神話における天地開闢などにおいては、「混沌」から「秩序」が生まれるという「混沌からの生成」の形の説明、またはすでにあったものから世界が作られるという「物質からの創造」（creatio ex materia）という形の説明が少なくない。
以下、歴史的な流れを大まかに説明する。

### 哲学

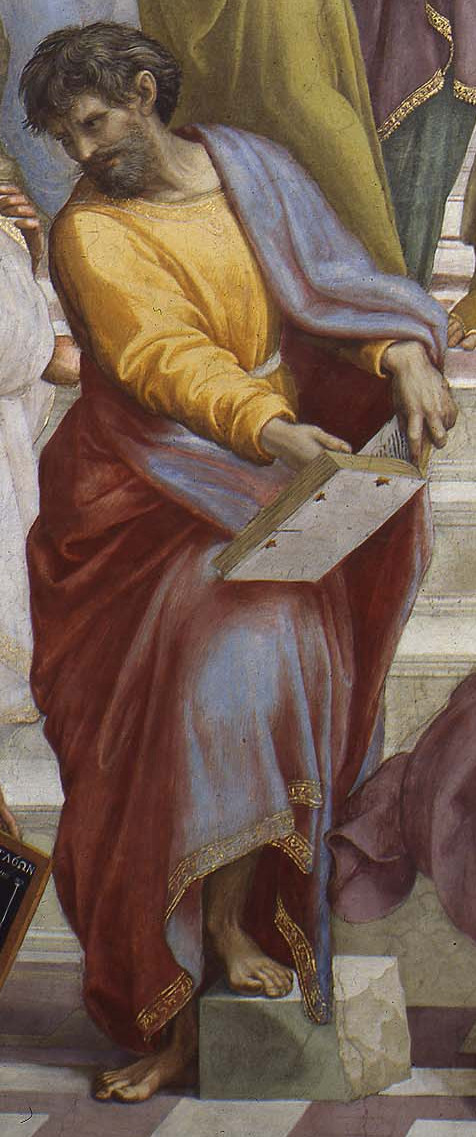
エレア派の始祖パルメニデス（紀元前500年～紀元前475年ころの生まれ）。「無」から「有」が生まれることはないという「無からは何も生じない」の原理を主張した。

#### ギリシア哲学
あらゆる物事を神様などの超自然的なものによらず、自然主義的な形で説明しよう、という考えは古代ギリシアで始まったと言われる。これは現代の科学的精神の遠い源流と言われることもある。有と無の間にある断絶について思索を展開した哲学者としてエレア派の始祖パルメニデス（紀元前500年～紀元前475年ころの生まれ）がいる。パルメニデスは無からは有は生まれないし、有が無になることもないということ、すなわち存在の不生・不滅を論じた。パルメニデスの思索は論文形式で書かれている現代の哲学と異なり、六脚韻の形式の詩で書かれた。そして現代へはその断片のみが伝えられている。そのためパルメニデスの哲学的思索の詳細についての解釈は2500年以上を経た現在も議論が続いている。しかしパルメニデスが存在について「ある」と「ない」の間の断絶を主題化したこと、そしてその事がギリシャ哲学、そしてその後に続く西洋哲学での存在についての議論に大きい影響を及ぼしたことは広く認められている。
パルメニデスに教えを受けたと言われるエンペドクレス（紀元前490年頃 - 紀元前430年頃）も存在の不生・不滅を論じた同内容の文章を残している。
パルメニデスの弟子でエレア派の哲学者の一人であるメリッソス（紀元前5世紀の生まれ）はより分かりやすい形で次のような文を残している。
これは「無からは何も生じない」の原理と言われる。

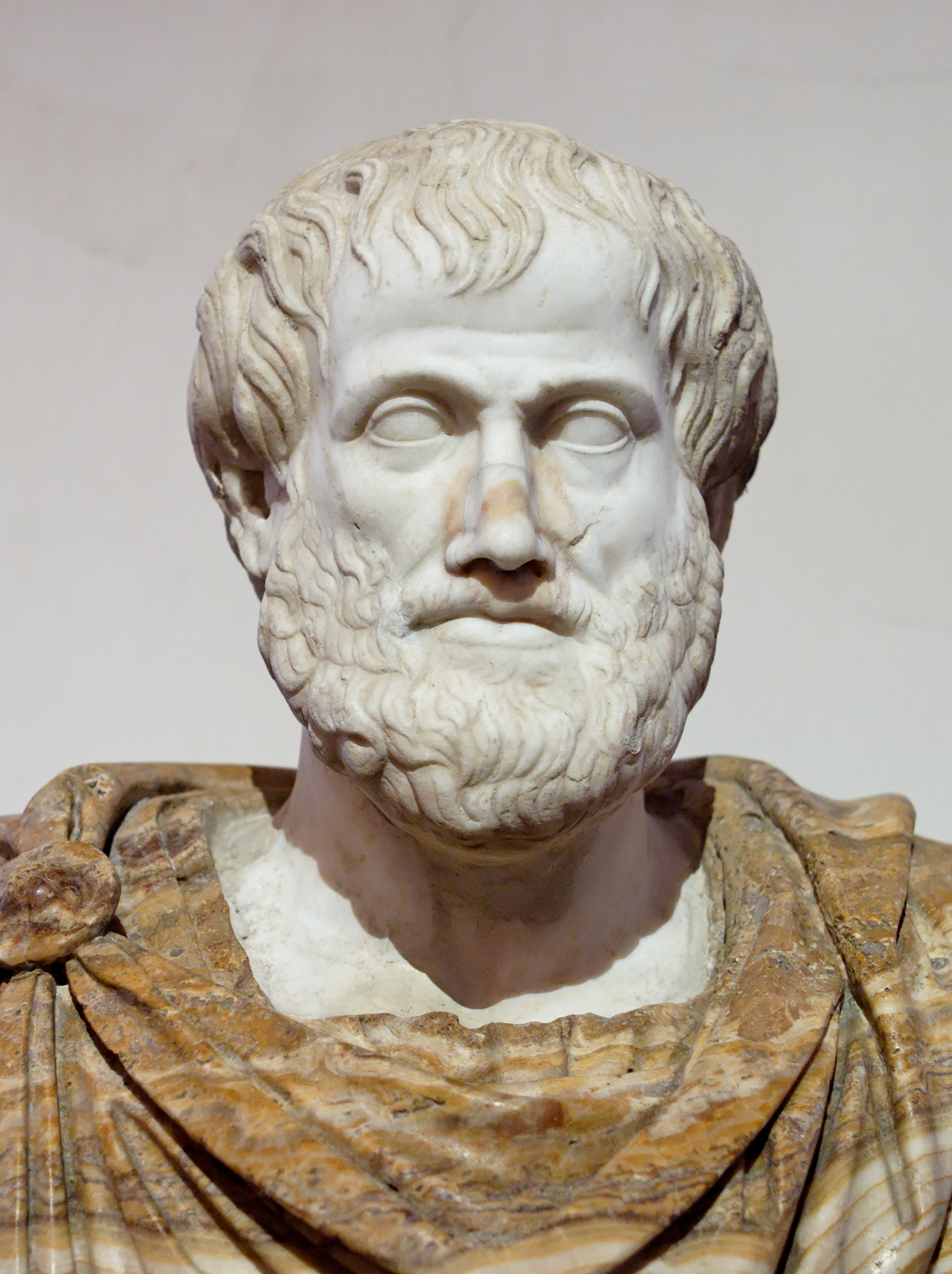
アリストテレス（紀元前384年 - 紀元前322年）。哲学が絶えることなくそこへ向かう途上にありながら、しかしいつも繰り返しそこへ通じる道を見出せないでいるもの、それが＜存在とは何か＞という問いであると言った。

紀元前4世紀のギリシャの哲学者アリストテレス（紀元前384年 - 紀元前322年）は、存在の問題が哲学の中心的課題であるという事を明確に言語化した。万物の生成などへの「驚き（タウマゼイン）」こそが哲学の始まりであり、そして哲学がそこに向かおうとしつつもいつまでも至れない場所として、存在の問題が言及された。

#### インド哲学
紀元前8世紀のインドの哲学者ウッダーラカ・アールニは「有（う）の哲学」を主張した。アールニは、ヤージュニャヴァルキヤとならぶ、古代インドの二大哲学者の一人である。彼の哲学はウパニシャッドのひとつ『チャーンドーギヤ・ウパニシャッド』の第6章に収録されている。アールニの哲学はシュヴェータケートゥ・アールネーヤ（24歳にして全てのヴェーダ聖典を学んで鼻高々となっていたアールニの息子）に対する対話の形で記されている。この中では、ギリシャ哲学においてパルメニデスが「無から有は生じない」ということを主張したのとほぼ同じ内容のことが議論されている。
そしてアールニはこの有からこの宇宙のすべてが流出したという説を説く。こうした考え方は流出説（Emanationism）とも呼ばれる。

### 宗教

#### ユダヤ・キリスト教
ユダヤ教、そしてその後につらなるキリスト教（及びイスラム教）は全知全能の神による世界の創造を説いてきた。
もっとも、古来、ユダヤ教の内部では、本稿のような問いを投げかけることはある種のタブー、不道徳な行為として戒められてきた。これは存在の問題について本当に追求をはじめると、素朴な宗教的な説明ではとても納得できなくなる（例えば神がなぜあるのか、神がいるとしてその神が世界を作ったならなぜ苦しみがあるのか、といった問題）、そしてそうした論理的問題から信仰からの離脱、不信仰を引き起こしやすいためであった。例えばユダヤ教の聖典であるタルムードには次のような記述がある。『以下の四つのことについて思索する者はこの世に生まれて来なかった方がましであった――すなわち、上なるもの、下なるもの、先なるもの、後なるもの（Mハギガ 2.1）』 そしてこの立場を支持する論拠としてベン・シラの知恵の一説をタルムードは引用している。『自分に難解すぎることを追求するな。自分の手に負えないことを詮索するな。きみの領分と定められたこと、それについて思索せよ。隠された事はきみには用はない（ベン・シラ 3.21,3.22, BTハギガ 13a）』 これはラビ（ユダヤ教の教師）たちの間における典型的な態度であった。ユダヤ教は形而上学的な思索よりも日々の実践に重きを置く宗教であった。世界の創造について書かれた文献『創世記』の最初の文字が、なぜベートという文字から始まるのかという問いに関し、タルムードには次のような言葉が記されている。
『文字ベートは前方以外はすべて閉じている。したがって、きみは上にはなにがあるのか、下にはなにが、先にはなにが、後にはなにがあるのか、と詮索してはならないのであり、宇宙が創造されたその日以後のことだけを考察すればよいのである（PTハギガ 77c）』
こうした形で「前を向いて生きていけばよい」という形のメッセージが残された。
しかしそれにもかかわらず、そうした問題について考察したラビもいた。ただし、かれらは自然の観察に基づいてではなく、創世記やエゼキエル書といった聖書の解釈から答えを導き出そうとした。
一方、3世紀のキリスト教神学者アウグスティヌスも「神は世界創造以前になにをなされたか」という問いに対して「この深い神秘を究明しようとするものに地獄を準備しておられた」という似た形の答えを与えた者がいたらしいということを報告しているが、これに対して「わたしはそのような答えを与えようとは思わない」と切り捨て、続けて自身の見解を述べている。彼によれば、時間自体も世界創造に伴って神が作ったのであるから「世界創造以前」というときは存在しないのである。
時代を下って現代においては異なった現象が見られる。世界を説明するものとしての立場を広い範囲で科学に奪われてきた宗教において、科学に説明できない宗教の居場所がまだありそうに思えるほとんど最後の場所、として本稿の問題、宇宙の起源の問題はしばしば宗教側から積極的に言及される。
たとえば1981年にヴァチカンでイエズス会主催で開催された宇宙論会議である。当時の教皇ヨハネ・パウロ二世（1920年 - 2005年）は、招かれた専門家らと会議の終わりに接見するなかで、次のように語ったと言われる。
また2010年9月、教皇ベネディクト16世（1927年 - ）はイギリスのロンドンでの講演でこう語っている。
こうした形で本稿の問いに触れる事、研究を禁じることや、また「科学的に分からないことがある、だからそこには何か宗教的なことがあるはずだ」という形の論証（隙間の神）、また「そうでなければ慰めがない。だからそうであるはずだ」という形の論証（慰めからの論証）、については行動的無神論者であるイギリスの生物学者リチャード・ドーキンスや、同じく行動的無神論者であるアメリカの神経科学者サム・ハリスなどが批判を行っている。
たとえば現代の最も有名な無神論者であるイギリスの生物学者リチャード・ドーキンス(1941年 - )は、こうした言明に対し次のような形の批判を行っている。
また有名な無神論者の一人であるアメリカの神経科学者サム・ハリス（Sam Harris、1967年 - ）は次のような形の批判を行っている。
こうした反論は科学者からの解答としてある種の典型的なものであるが、哲学的にはどちらも素朴な部分を持つ。そうした点についてはさらに哲学者から批判が行われる。たとえばドーキンスとサム・ハリスの両者に共通している点として世界が存在することには答えられる理由がある、と前提している点がある（つまり充足理由律をすでに受け入れている）。この点についてドイツの哲学者アドルフ・グルンバウム（Adolf Grünbaum）は次のように批判する。これは本稿の問いを疑似問題と捉える立場からの批判である。
話を教皇に戻すと、ベネディクト16世の次代の教皇フランシスコは科学の理論としてのビッグバンに肯定的に言及しており、カトリック教会の教皇に限定してもビッグバンの扱いに関して態度が一貫しているわけではない。また、カトリック教会のカテキズムのうち宗教と科学の関係について述べた159番に「世俗の現実と信仰の現実とはともに同じ神に起源を持つもの」と述べられているように、科学的にわかるかどうかにかかわりなく全ての根源には神があるというのがカトリック教会の立場であり、隙間の神的な論証だという批判はあたらない。

#### リグ・ヴェーダ
仏陀が登場するよりはるか前より、インドには哲学的思索の古くて長い歴史があった。紀元前12世紀に編纂されたインド最古の文献『リグ・ヴェーダ』には「宇宙開闢の歌」という歌が収録されている。この歌は冒頭の一句「無もなかりき（nāsad āsīt）」にちなんでナーサッド・アーシーティア讃歌（Nasadiya Sukta）とも呼ばれる。この歌はリグ・ヴェーダの哲学思想の最高峰を示すものと言われる。以下のような歌である。
特徴的なのは、ある種の中性原理から宇宙が自然発生したと説いていること、そして最後にこの創造がどこから来たのか、それは神さえも知らぬかもしれない、という形で終わっていることである。

#### 仏教

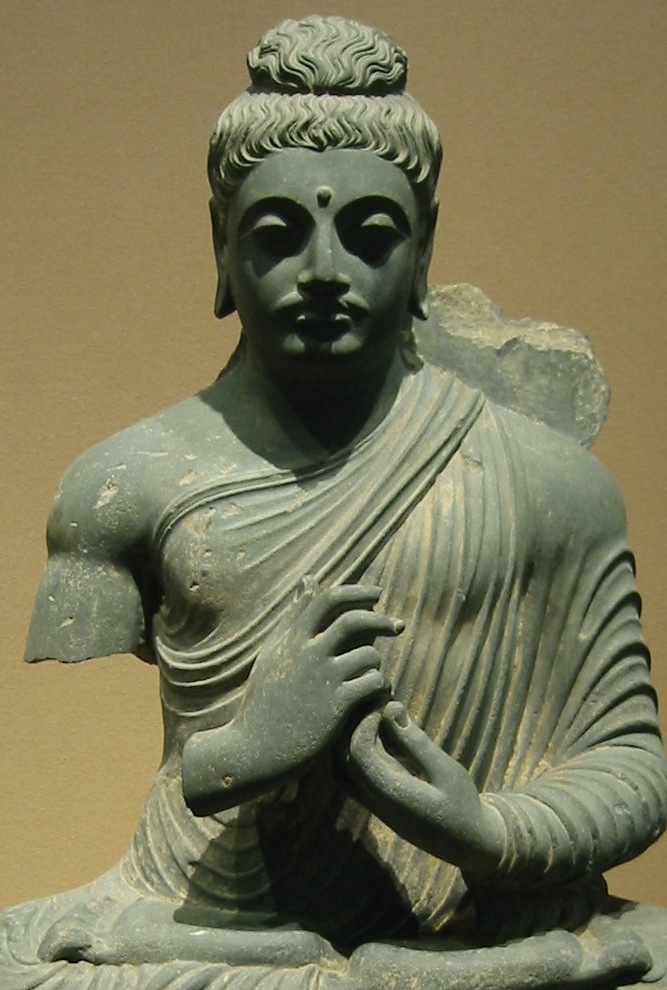
仏教の開祖仏陀（紀元前463年? - 紀元前383年）は、形而上学的な問題について答えないという立場を取った（無記）。これはそうした問題について考えることが生の苦から逃れることに関して無益であるため、とした（毒矢の喩え）。

初期仏教（仏陀自身が語った内容を中心とする教義）の中には、宇宙論的・形而上学的な考察はほとんど出てこない。しかしこれはこうした問題を仏陀が知らなかったという事ではなく、問題があることを知ったうえで、なおそれを扱わなかった。
仏教の開祖である仏陀（ガウタマ・シッダールタ、紀元前463年? - 紀元前383年）は、世界の始まり、時間の有限/無限などに関するいくつかの形而上学的な問いについて、無記（むき、サンスクリット:avyākŗta）または捨置記（しゃちき）と呼ばれる立場を取った。それは解答しない、という立場である。この話は中部経典・第一編の第六三経典「小マールンキヤ経（漢訳名：箭喩経（せんゆきょう））」に出てくる。これは古代インドコーサラ国の首都舎衛城の寺院祇園精舎において、仏弟子マールンキヤの子が「以下の問題について仏陀は教えてくれない、また分からないとも言ってくれない。このままなら弟子をやめて世俗に戻る」と仏陀に問い詰める場面で出てくる話である。マールンキヤの子によって寄せられたのは以下の4種の形而上学的な問いである。
1. 世界は常住（永遠）であるか、無常であるか
2. 世界は有限であるか、無限であるか
3. 霊魂（jīva）と身体は同一であるか、別異であるか
4. 如来は死後に存在するのか、存在しないのか、存在しかつ非存在であるのか、存在もせず非存在でもないのか

各問いの内容を説明しておくと、1 は時間は永遠に続くものか、または始まりや終わりがあるのか、という問い、2 は空間に果てはあるか、という問い、3 はいわゆる心身問題についての問い、4 は死後の世界、来世というのはあるのか、という問い、である。仏陀はこうした問いを問うことは苦から逃れること、悟りに至ること、涅槃に至ることにとって無益なものであるとし、それぞれの問いに是とも否とも答えることはなかった。すなわち答えないということをもって答えとした。
こうした問題になぜ答えないのかについて、仏陀は「毒矢の喩え」という比喩を用いてその旨を伝えている。次のような話である。
毒矢が刺さって医者の治療を必要としている人が次のように問い質す。誰が毒矢を打ったのか、どんな身分のものが打ったのか、どんな弓を使って打ったのか、と。しかし誰が毒矢を打ったのであれ、どんな弓を使って打ったのであれ、真っ先になすべきことは毒矢を抜いて医者による治療を受けることである。そうした事を知ってからといって毒が消えるわけではないし、また答えを知るまで毒矢を抜かないというのであれば、問いへの答えをすべて知る前にどうせこの者は死んでしまうだろう。同様に世界が永遠であるかないか、宇宙が無限に広大であるかないか、そうした問いの答えを知ったところで生の苦は変わらずあるし、また答えを知るまで何もしないと言ってみても、問いへの答えをすべて知る前にどうせあなたは死んでしまうだろう、と。

#### 記紀神話
現代語訳
昔、天と地がまだ分かれず、陰陽の別もまだ生じなかったとき、鶏の卵の中身のように固まっていなかった中に、ほの暗くぼんやりと何かが芽生えを含んでいた。やがてその澄んで明らかなものは、のぼりたなびいて天となり、重く濁ったものは、下を覆い滞って大地となった。澄んで明らかなものは、一つにまとまりやすかったが、重く濁ったものが固まるのには時間がかかった。だから天がまずでき上がって、大地はその後でできた。そして後から、その中に神がお生まれになった。
それで次のようにいわれる。天地が開けた始めに、国土が浮き漂っていることは、たとえていえば、泳ぐ魚が水の上の方に浮いているようなものであった。そんなとき天地の中に、ある物が生じた。形は葦の芽のようだったが、間もなくそれが神となった。
原文
古天地未剖 陰陽不分 渾沌如鷄子 溟涬而含牙 及其清陽者 薄靡而爲天 重濁者 淹滞而爲地 精妙之合摶易 重濁之凝竭難 故天先成而地後定 然後 神聖生其中焉 故曰 開闢之初 洲壤浮漂 譬猶游魚之浮水上也 于時 天地之中生一物 状如葦牙 便化爲神

### 科学
科学者たちが宇宙の存在の起源について、広い範囲で真剣な議論をするようになったのは20世紀後半のことである。20世紀初頭、多くの科学者が、宇宙は永遠に同じように存在し続けているという定常宇宙的な考え方を取っていた。また宇宙の起源といった大きい問題は、科学が具体的に扱える問題とは考えられていなかった。
こうした状況に変化を与えたのはテクノロジーの進歩による観測能力の向上と、宇宙が膨張しているという事実の発見、そしてその帰結として現れたビッグバン理論、これが観測結果による支持を受け、広い範囲で受容されたことである。

## 解答の候補
21世紀初頭現在、この問いに関する一致した解答はない。この問いに対しては、現代も様々な議論やアイデアが提出され、議論が継続している状況である。現代においてこの問いに関わっている者の議論上の立場を、ジム・ホルトは大きく3つに分類している。楽観主義者、悲観主義者、棄却主義者の3つである。
- 楽観主義者（Optimists） - この問いは困難だけれども、そのうち解決されるだろう、と考える人々。楽観的な立場。
- 悲観主義者（Pessimists） - この問いの解答を知ることは永遠にできないだろう、と考える人々。悲観的な立場。
- 棄却主義者（Rejectionists） - この問いはそもそも問題として成立していない、と考える人々。擬似問題として問いを棄却する立場。

この節では様々な立場から、回答として提出されている個々のアイデアや提案、そしてその内容や論証方法に関する議論、こうしたものについて、代表的ないくつかを列挙する。

### 必然的存在者
必然的存在者（英文：Necessary existence）による論証とは、少なくとも何か一つ「存在しなければならないもの」があると言うことで、「無が不可能であること」を示そうという論証である。つまり、必ず存在するもの（必然的存在者）がある、よって無は不可能、つまり「何かがある」のは必然、こういう形が目指される。この形で最もよく議論されてきたのは神である。そして次に数学的対象もしくは数学的プラトン世界である。

### 無は不可能である
この問いは無と有を対比させた上で「無でもよかったはずなのに、なぜ有なのか？」と問う形になっている。しかしそもそも無は本当に可能なのか？という点ははっきりせず、この点はしばしば議論の的となる。ここで「無は可能である」と考える立場は形而上学的ニヒリズム（Metaphysical Nihilism）と呼ばれるが、この形而上学的ニヒリズムの立場を否定する、つまり「そもそも無は不可能である」、「何も無いような状態など実現不可能である」と言うことで何かがあることの必然性を主張する方法がある。こうした主張をした人物としてデイヴィッド・アームストロング、デイヴィッド・ルイスなどがいる。

### 確率論証
1981年にロバート・ノージックが提案し、その後、1996年にピーター・ヴァン・インワーゲンによって独立に再度提案された論法。実現可能な世界のレパートリー全体を考察したとき、無はひとつしかない。それに対し何かがある世界は無数に考えられる（私たちのいる宇宙、生命のいない宇宙、空間が二次元しかない平面世界、等々）。そのため確率的に考えて（ここで当然 確率的に考えられるのかが問題となる、がそれは後に譲る）、世界は無であるよりも何かがある可能性が高い。これが確率からの論証である。この論証方法の弱点としては、まず必然性を保証する論証とはなっていないことが挙げられる。仮に可能世界のレパートリ全体の中で「無」がひとつしかなかったとしても、たまたま無であった可能性がこの論証では排除されずに残される。また場合わけをどう行うべきなのかも問題として残る。モンティ・ホール問題の議論や量子統計が持つ特徴などからも知られるように、何を等確率の事象と見なすかという問題は確率に関する議論において、しばしば難しい判断を要する部分となる。この点については、少なくとも無は二つ以上に場合わけすることはできないだろう点（赤い無、青い無といったものは想定できないということ）、そして最低でも無と有は区別して場合わけできるであろう点から、この論証方法によるならば最悪の場合でも50%以上の確率で「何かが存在すること」が保証されるだろうと議論される。

### 自己包含的な原理
ロバート・ノージックは説明というものの構造を考えた上で、説明関係を樹状構造として書いた場合、その終端は三種類の形式を取る可能性があると指摘した。いわゆるミュンヒハウゼンのトリレンマと呼ばれる正当化の連鎖に関する分析と同じものである。ひとつ目は端がなく説明の連鎖が無限に続く場合（無限後退）、二つ目はどこかで循環が生じている場合（循環論法）、そして三つ目が終点がある場合である。そしてこの終点となる説明について、それを問題ないものとしうる場合があるとすれば、それは「説明的に自己包含的な（explanatory self-subsumption）」究極の原理、自分自身で自分自身を説明する何か（自己言及）、であろうとして、そうした場合についての検討を行った。

### ただ在る
世界が存在することは、それに対する説明や根拠がないとする立場。世界が存在することは「根源的事実」「ナマの事実」（英: Brute fact）であると考える。「あらゆる事には理由、説明、根拠といったものがあるはずだ」という仮定は充足理由律と言われるが、この立場からは充足理由律は実際には成立していないものとされる。つまり私達の知識が足りないから、または私達の科学や技術の状態が発展途上にある為にまだ分からない、ということではなく、また原理的に知りえないよう隠されているから分からないということでもなく、そもそも理由や根拠にあたるものが「ない」ような事実があるのだとする。そうした充足理由律に対する反例のひとつ、つまり理由や説明と言えるものがない一つの顕著な事実の例が「世界が存在すること」であるとする。

### 不充足理由律
充足理由律に対する反例としてよく挙げられるもう一つの例は、一般的な解釈での量子力学における波動関数の収縮である。量子力学は統計的に非常に精緻な予測を行うが、しかし「具体的なある特定の一回の試行」に関して「なぜあの状態ではなく、この状態に確定したのか」といった問いには、答えられるような理由（原因や内部メカニズムにあたるもの）は一般にないと考えられている。このことは不充足理由律（Principle of Insufficient Reason）、または無差別原理（Principle of indifference）と呼ぶ。つまり世界が存在することに理由はなく、「世界はただ在る」。20世紀のイギリスの哲学者バートランド・ラッセルはこう述べている。「宇宙はただそこにある、そしてそれが全てだ」
この立場を取ったときに現れるひとつの疑問は「なぜ世界が存在することに理由はないのか？」という問いである。この問いに再び「理由がない」と答えた場合、さらに「なぜ『世界が存在することに理由がない』ということに理由がないのか？」という次の問いが発生する。これは無限後退の状況を生むが、ロバート・ノージックはこの階層性を持った問いの状況について、ある段階で解答が変化する可能性なども含めて、分析を行っている。

### すべてが在る
多世界論（英文：Many worlds theory）を用いて解答する立場がある。多世界論という結論に至るまでのステップは少し長いが次のようになる。まずこの問いが「無を特別扱いしている」点についての考察がある。つまりこの問いは基本的に二分法の構造を持っており、無と有を対比させた上で、無は自然で普通であり説明の必要のないもの、そして有であることは説明が必要な特異な事態である、こういう暗黙の前提が置かれた状況で問いが投げかけられている。しかし無が普通である、自然であるという直感には取り立てて具体的な根拠はない。この無を非平等的に扱っている点はしばしば指摘されるが、この「無の特別扱い」をやめた上で世界のあり方についての説明を模索し直した時に現れるのが多世界論である。世界について可能であったあり方に関して考えると、無は確かにあらゆる可能性の中で一番シンプルではある。しかし観測結果は無であることを否定する。つまり私たち自身の経験的な観測結果により世界が無であることは否定される。こうして世界が「無（nothing）」であることが棄却されたその後、残りの可能性の中で最もシンプルである世界のあり方を考えると、それは「すべて（everything）」、つまりあらゆるものが存在すること、となる。こうして「論理的に矛盾のない宇宙」すべてが存在するだろう、という結論が導かれる。私たちが今いるこの宇宙は、無限個に存在しているありとあらゆる宇宙の中の、一つである。哲学者のロバート・ノージックは「すべてが在る」という考え方を「豊饒性の原理（principle of fecundity）」と名づけ、そうした解答の可能性について分析を行った。様相論理学の分野で議論される様相実在論（modal realism：あらゆる可能世界は実際に存在するという主張）も、基本的に同等の内容を持っている。
こうした多世界論は物理学の観点からはマルチバース理論とも呼ばれる。ただしこの文脈で議論される多世界論は、単に複数の宇宙がある、というだけの主張ではなく、ありとあらゆる宇宙がある、という主張であり、マックス・テグマークの分類によるならばレベルⅣマルチバース :究極集合 (ultimate ensemble) にあたるものである。理論物理学者のマックス・テグマークは、この世界の究極的な実在は数学的構造（mathematical structure）であり、かつあらゆる数学的構造が実在している、という考えに基づき、あらゆる可能的な宇宙が実在するだろうと主張している。テグマークは次のように述べている。
加えてテグマークは、もしこの宇宙の様々なパラメータが、可能的な宇宙全体の中で、生起頻度の高い状態（いわばありがちなもの）であるならば、この理論は経験的にも確証され得るもの、つまり科学的な理論としても捉えることが可能なものかもしれない、と主張している。
この立場の良い点は、理論として簡潔であることである。加えて、「私たちの宇宙は、なぜこうなっているのか？」「なぜこの自然法則なのか？」という、この後に継続する問いに対しても、この立場は「無数にある宇宙のひとつとして、たまたまそうだった」という人間原理を用いた解答ができるという利点もある。この立場の悪い点は、当然ながら存在するとされるものの数が、あまりにも多いことである。オッカムの剃刀は「理論的な仮定の数は少ない方が良い」という形で捉えられる場合と、「措定される実体の数は少ない方が良い」という形で捉えられる場合があるが、多世界論は「すべてがある」というだけの単純な理論であることから、前者の意味では非常に適している。しかし後者の意味では最も悪いものとなる。この点について様相実在論を擁護しているデイヴィッド・ルイスは、全体としての理論の統一性と節約性を高めるために、すべての可能世界や可能的対象が存在するという「存在論的コスト（ontological cost）」を払わねばならない、と主張している。
この立場において、最後に説明されずに残る問いは、「なぜすべてが存在するのか」「なぜ数学的構造(論理)が存在するのか」である。

### 無は不安定である

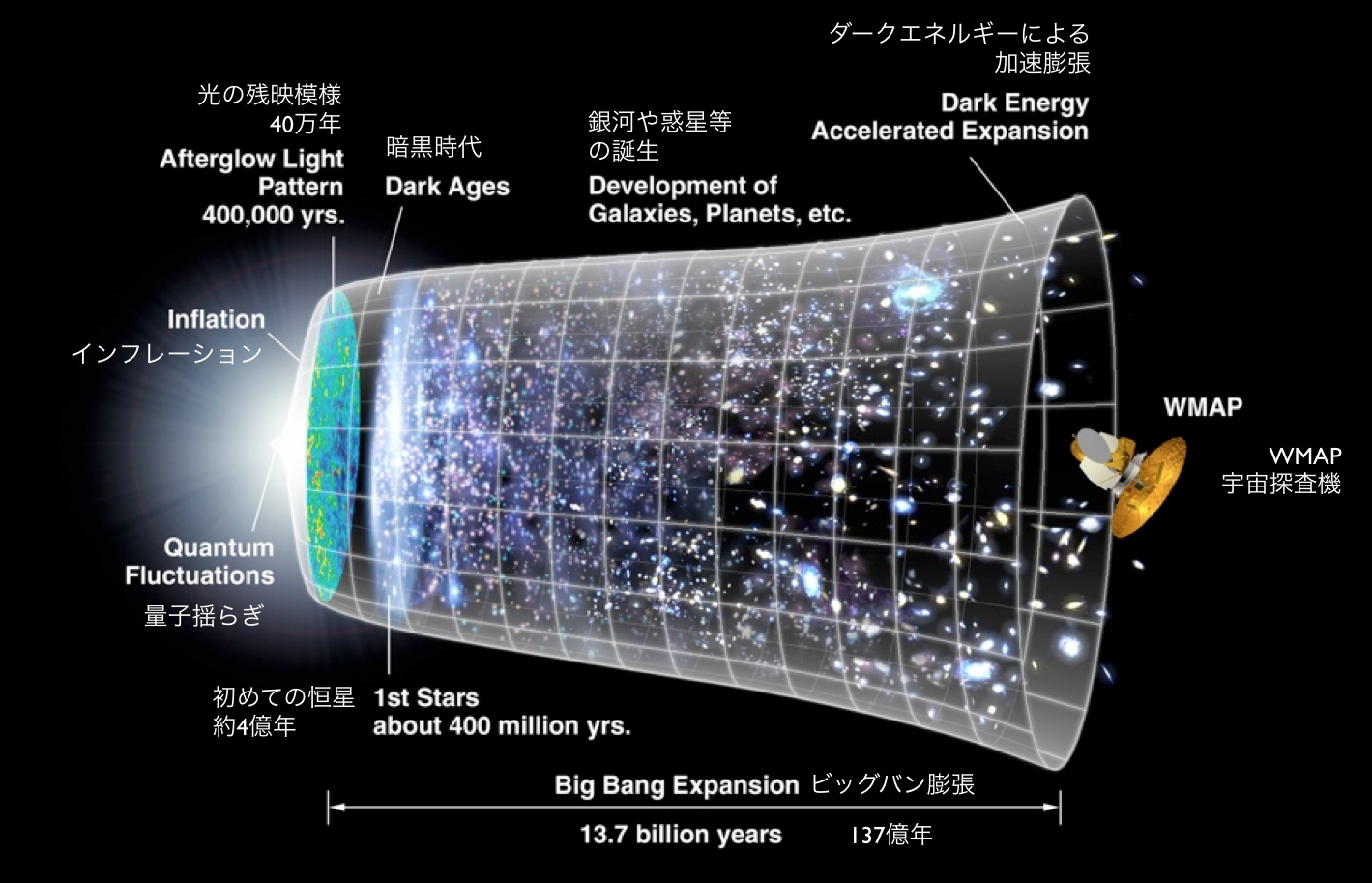
量子宇宙論によれば偽の真空（false vacuum）の量子ゆらぎからこの宇宙が始まったとされる。この偽の真空はしばしば「無」と表現される。

量子宇宙論によれば、偽の真空（false vacuum）の量子ゆらぎからこの宇宙が始まったとされる。そしてこの「偽の真空」はしばしば「無」と表現される。そしてこの理論により「無からの創造」として存在の問題が説明された、などとする場合がある。実際この量子宇宙論により、本稿の問いに対してもう説明されるべきことは何も無くなった、とする哲学者もいるが、しかし哲学者たちの多くはこの考えには満足していない。その理由は偽の真空が「無」とは言いがたい明確な内的構造を持つためである。ある哲学者は、物理学者の言う（偽の）真空は、無ではなく物理的対象である、と表現する。また、ある神学者は「物理学者の言う真空は、無と言うよりも混沌（ケイオス）と言ったほうが適切である」と指摘する。つまり「なぜ何もなかったのではなく、量子力学の法則にしたがってゆらぐ（偽の）真空があったのか」という形に問いが置き換わるだけで、問題は依然として残存するだろう、と指摘される。
この点はある程度は学問分野による問題の定式化の仕方の違いに吸収される。現代の宇宙論における議論においては、科学者は一般に、自然法則というものを、物質や物理状態といったものより、もっと基盤的なもの、またはより外部にある原理として捉えている。そのため本稿の問いを単に「なぜ物質があるのか？」という形で解釈する限りは、「自然法則がこうなっているからだ」という形で答えることは科学者として妥当な方法だとも言える。しかしこの場合、存在の問いは単に自然法則や物理定数に対する問いへと形を変えるだけである。
インフレーション理論の提唱者の一人として知られるアメリカの理論物理学者アラン・グースはこう述べている。
イギリスの理論物理学者ステファン・ホーキングはこう述べている。
{\displaystyle {\begin{aligned}S=\int d^{4}x{\sqrt {-\operatorname {det} G_{\mu v}(x)}}&{\left[{\frac {1}{16\pi G_{\mathrm {N} }}}\left(R\left[G_{\mu v}(x)\right]-\Lambda \right)-{\frac {1}{4}}\sum _{i=1}^{3}\operatorname {tr} \left(F_{\mu v}^{(i)}(x)\right)^{2}+\sum _{f}{\bar {\psi }}^{(f)}(x)i\not D\psi ^{(f)}(x)\right.}\\&\left.+\sum _{g,h}\left(y_{gh}\Phi (x){\bar {\psi }}^{(g)}(x)\psi ^{(h)}(x)+{\text{ h.c. }}\right)+\left|D_{\mu }\Phi (x)\right|^{2}-V[\Phi (x)]\right]\end{aligned}}}
上記の数式は、素粒子標準模型の力の関係式と、アインシュタイン＆ヒルベルト作用の式を合成したものであるが、数式の集まりでしかない。
{\displaystyle {\begin{aligned}&Z=\int [Dg][DX][D\psi ]\exp \left\{-{\frac {1}{2\pi }}\int _{M}d^{2}\sigma {\sqrt {h}}\left[h^{\alpha \beta }\partial _{\alpha }X^{\mu }\partial _{\beta }X_{\mu }-i{\overline {\psi ^{\mu }}}\rho ^{\alpha }\partial _{\alpha }\psi _{\mu }\right]\right\}\\&+i\mu _{p}\int _{p+1}\operatorname {Tr} \left[\exp \left(2\pi \alpha ^{\prime }F_{2}+B_{2}\right)\bigwedge \sum C\right]\end{aligned}}}
超対称性理論、超弦理論を簡略化した式においても同様である。
{\displaystyle \left(X^{5}+Y^{5}+Z^{5}+U^{5}+W^{5}=0\right)}
カラビヤウ多様体

### 人間原理
この問いに人間原理を使うことができそうにも思える。人間原理とは「この宇宙の構造が人間の生存を許す環境になっている」という（ファインチューニングともいわれる）現象に対する説明として、「そうでなければ人間というものが生まれて宇宙を観測するということがそもそも起きていない」という形で応じる方法。つまり観測者として問いを発している私たちも、中立で独立したものではなく、系の一部として問いの中に組み込まれている（観測選択効果）。この人間原理を「なぜ何かが存在するのか」というこの問いに対して使用する応答も一部ある。しかし一般にこの問いの解答に人間原理を使うことは、妥当ではないと指摘される。人間原理を使用して答えうるのは別の形の問い、たとえば「なぜ何かが存在していると知っているのか」といったものへの解答としかならないと言われる。

### 擬似問題である
この問いが擬似問題であるという指摘は多い。その理由のひとつは、この問いはそもそも答えられないものだ、というものである。どういう理由で答えられないかについては様々な説明があるが、そうした様々な立場の中に、この問題はそもそも問う意義のない問題であると位置づけて即座に問いを却下する立場から、問う意義は十分にあるがそれでもやはり答えられないものであるとして、問うことの意義を受け止めた上で問いを却下する立場まで、温度差がある。また問う必要がない、といった立場もある。

#### 何もない
「まったく何もない」と主張して本稿の問いを却下する立場がある。この立場は存在論的ニヒリズム（Ontological Nihilism）と呼ばれる。もし「何もない」のであれば「なぜ何かがあるのか？」などという問いは意味を持たなくなることから、答える必要もなくなる。つまりこの立場は本稿の問いに対する最も抜本的な解決策を提示する。しかしながら、ほとんど全ての人はこの立場を明らかに間違ったものと考えている。この立場は誰かによって真剣に主張されているというよりも、ある種の仮想敵として、その立場の探求が行われている。つまり多くの人はあまり深い考察を経ることなく「何かがある」という前提を受け入れて本稿の問題について議論を始めるが、もしその前提（「何かがある」）という事が正しいのであれば、「何もない」という立場は容易に論駁できるはずである。しかしこのことは意外に難しい面も持つ。こうした所から、「何かがある」と主張するというのは一体どういうことなのか、という事を考察する際、存在論的ニヒリズムの立場が一つの仮想的なライバルとして議論の中に現れる。

#### 「なぜの連鎖」に終了地点がない
この問いはどういう解答を返しても、その解答に対し再び「なぜそうなのか？」という疑問が突きつけられることが見て取れる。この「なぜ」の連鎖をどうすれば終わらせることができるか、その終了地点を想像することができず、また仮にここで終わりであると主張してみた場合でも、そこが終了地点であることを確認する手続きもない。この事から、この問いは原理的に解答ができない問いである、として問いそのものを擬似問題として却下する考えがある。実際、「なぜの連鎖」はより基礎的な方向にまで伸張させることが可能である。たとえば論理学における基本的な推論規則（たとえば三段論法）に対してさえ、「なぜそうなのか？」という問いを投げかけることができる（ルイス・キャロルのパラドックス）。このように究極的な意味での「なぜの連鎖」は終了地点というものが想定できず、また終了を確認する方法もないため、こうした問いには終了地点すなわち「解答」と呼べるようなものがそもそも「ない」、それゆえに擬似問題であるとする考えである。たとえば20世紀の哲学者ポール・エドワーズがそうした主張を行った。

#### 全体の存在は説明できない
全体の存在について説明することはできない、としてこの問いを棄却する考えがある。話はこういう具合である。まず前提として、あるものXの存在を説明するためには、Xでないもの（非X）を用いた説明を構成する必要がある。だから世界の存在を説明したいならば、それ以外のものを持ち出す必要がある。しかし世界以外のものというのは定義上、なにひとつ、ない。なぜなら世界とは存在するもの全て、だからである。説明に必要なものがないならば、世界全体の存在について説明することは論理的に不可能である。よってこの問題は擬似問題であり、解答を提出することがそもそも不可能な問いである。こうしてこの問いを却下する考えである。たとえば20世紀の科学哲学者カール・ヘンペルがそうした主張を行った。

#### カテゴリーミステイク
この問いをカテゴリーミステイクとして棄却する考えがある。すなわち、個々のものが存在していることに原因があるからといって、それをあわせた世界全体が存在していることにも原因があることにはならない、という考えである。たとえば20世紀のイギリスの哲学者バートランド・ラッセル（1872年 - 1970年）は次のような主張を行った。「どんな人間にも母にあたる人がいる」ということが正しいとしても、「すべての人間の母にあたる人がいる」は正しくない（地球上にいるすべての人間を一人で出産した女性はいない）。これと同様に、「個々の事物には存在していることの理由がある」が正しくとも、「事物全体が存在していることの理由がある」が正しいとは言えないのだ、と。このことは論理式で表すと次のようになる。ある集合{\displaystyle S}に属する事物を {\displaystyle x}、説明を {\displaystyle e}、{\displaystyle e}が{\displaystyle x}について説明を与えることを{\displaystyle eEx}と表すとき、
次の上段の式が正しい場合でも、下段の式が正しいとは限らない。
{\displaystyle (\forall x\in S)(\exists e)eEx}
式の意味：どんな事物xに対しても、それぞれ何らかの説明eが存在し、そのeがxの存在を説明する
{\displaystyle (\exists e)(\forall x\in S)eEx}
式の意味：何らかの説明eが存在し、どんな事物xに対しても、そのeがxの存在を説明する

#### 存在はレアールな述語ではない
カントが『純粋理性批判』の中で行った存在についての分析。ハイデガーが『現象学の根本問題』の中でも大きく取り上げた立場。存在は物事の性質ではない、存在は存在者ではない（「存在」というのは、それ自体は何か「具体的に存在しているもの」ではない）といった意味を持つ。
カントはこのことを次のように表現している。ここでターレルとは当時のお金の単位である。
「現実的な100ターレルは可能的な100ターレルより以上のものをまったく含んでいない」（A599/B627)
現実に存在している100ターレルと、想像上の100ターレルとの間には、事象内容について違いがない、ということをカントは言った。つまり一方が丸いなら、他方も丸い、一方が金属なら、他方も金属であり、そこに事象内容の違いとして記述できる差異というものを見つけることはできない。
これがどういう考えであるかを、永井均は次のような形で表現している。
ゆえに「なぜ何もないのではなく、何かがあるのか」すなわち「なぜ世界は存在するのか」という問題については、

## 関連する話題
- この問いは純粋に存在の起源、根拠を問う問題ではあるが、この問いに至る際にはしばしば「なぜ自分はここにいるのか」といった自己の存在の理由、人生の意味を問う過程があり、それが形を変えて他の関連する様々な問いと結びついている[78]。人生の意味とは何か、という問いがここで議論されている存在の起源のほかに価値、理由、目的などさまざまな内容をまるで合金のように含みこんでいることは、人生の意味に関する議論の中でしばしばアマルガム・テーゼ（"amalgam thesis"）と表現される[79]。
- 世界とは「私の世界」である。私が死んだとき、私の世界は終わる。こうした感じ方はしばしば独我論的といわれるが、世界の存在の問題は、こうした文脈の中での取り扱いを含め、主観的な意識的経験の問題としばしば密接に関連づけて論じられる。意識の問題は現代においては、主に心の哲学の領域で現象意識、ハードプロブレム、クオリア、また「なぜ私は私なのか」といった言葉をキーワードとして意識の主観性の問題として議論されている。